# Пенев, Боян
Боян Пенев (болг. Боян Пенев; 27 апреля 1882, г. Шумен — 25 июня 1927, София) — выдающийся болгарский литературовед культурно-исторической школы, историк литературы, профессор (1925), член-корреспондент Болгарской Академии наук (1918).

## Биография
В 1907 окончил факультет славянской филологии Софийского университета Святого Климента Охридского. С 1909 — доцент, преподавал там же. Профессор кафедры славянской литературы Софийского университета. Читал лекции не только по болгарской литературе XVII и XVII вв., болгарской литературе до Освобождения Болгарии, но и по русской литературе.
С целью литературоведческих исследований с 1912 до 1914 г. побывал в Мюнхене, Берлине, Кракове, Варшаве и Праге.
Жена — болгарская поэтесса Дора Габе.

## Научная и творческая деятельность
Боян Пенев — один из самых известных болгарских литературных критиков и историков литературы первого десятилетия XX века.
Основные работы в области истории и критики литературы Болгарии со времен Возрождения и до современности. В трудах Пенева по болгарской литературе центральное место занимают проблемы становления и развития литературных жанров эпохи национального возрождения. Особую известность принëс ему четырëхтомный труд «История новой болгарской литературы».

## Избранная библиография
- История на новата българска литература, Т. 1-4. София, 1930—1936; II изд. 1973—1977

т. 1. Начало на Българското възраждане, 1930, 456 с.
т. 2. Българска литература през XVII—XVIII в., 1932, 411 с.
т. 3. Българската литература през първата половина на XIX век, 1933, 1031 с.
т. 4. Ч. 1 — 2. Българската литература през втората половина на XIX век, 1936, 1494 с.
- Западноевропейская романтика и её отражение в славянских литературах (1938)
- Дневник. Спомени, София, 1973
- Изкуството е нашата памет, Варна, 1978
- Студии, статии, есета, София, 1985